# Cachrys libanotis
Cachrys libanotis är en flockblommig växtart som beskrevs av Carl von Linné. Cachrys libanotis ingår i släktet Cachrys och familjen flockblommiga växter. Inga underarter finns listade i Catalogue of Life.